# 郭琇琮
郭琇琮（1918年11月28日—1950年11月28日），生於日治台灣台北廳士林支廳士林區士林街，台灣的醫師與社會運動參與者，中國共產黨黨員。1944年4月因為預備武裝抗日，遭臺灣總督府逮捕並判刑5年，1945年9月台北帝大醫學部畢業，進入衛生局防疫科工作，在公衛防疫方面有重大貢獻，1947年二二八事件後左傾，由蔡孝乾引介加入共產黨，成立省工委台北市工委會發展組織，引薦許強、胡寶珍等醫師加入共產黨，光明報事件後基隆市工委與台大法學院支部遭破獲，台北市工委也遭瓦解，1950年5月2日郭琇琮與妻子林雪嬌在嘉義遭到逮捕，1950年11月28日被枪决於馬場町刑場。

## 生平
父親郭坤木善於理財，擔任過彰化銀行板橋分行行長、常務董事。郭琇琮生長在富裕家庭，因此進入貴族學校樺山國小就讀，考入臺北一中（現為建國中學），1938年考取臺灣總督府臺北高等學校理科甲組，畢業後原本考取東京工業大學，卻因為父親拒絕提供學費僅就讀一個月，復於1941年4月考取臺北帝國大學醫學部，與來台灣的北京大學教授徐征學習北京話，亦閱讀魯迅、巴金、老舍等人作品，成為具有強烈中國意識民族主義者，暑假曾至中國的廈門、上海、廣州等地。

### 就學時期
總督府台北高校是當時台灣高等中學校中的最高學府，在台北高校時期，經常有日本學生欺壓台灣學生的事件，激起台籍學生反日思想，1941年太平洋戰爭爆發，郭琇琮與台北高校的同學蔡忠恕響應祖國抗日，在臺北帝國大學成立學生反日組織，1944年學生間諜西山光世向憲兵檢舉台灣學生將日皇及皇太子照片故意從頭部切斷，密報謝娥與台北高校及帝大學生秘密集會，結果被日本憲兵逮捕，郭琇琮遭判刑5年，1945年8月日本戰敗，郭琇琮獲釋，參加國立台灣大學畢業考完成學業。

### 擔任醫學職務期間
郭琇琮畢業之後出任臺大醫院外科醫生、醫學院講師，時值戰後，由於防疫發生漏洞，霍亂、天花、鼠疫橫行，郭琇琮台北市衛生局防疫科長。並建立防疫工作隊，與學生巡迴台灣各鄉鎮進行防疫工作。
林雪嬌回憶與郭琇琮第一次約會，竟是去江山樓附近的藝旦間(妓院)，郭琇琮在那裏為身染梅毒的17歲少女注射砷凡納明606，郭琇琮說：「你覺得他很可憐吧，像你這樣的生活過得好的人，所以你不會知道窮苦女孩過著甚麼樣的生活，在社會上還有許多這樣的女孩，我們要做的事還很多。」並邀請她做社會服務工作，在她眼中看到對社會悲憫並付出無比關懷的青年。

### 二二八與加入共產黨
1947年二二八事件爆發之後，擔任學生隊副總指揮，與總指揮共產黨員李中志發動學生，準備聯合台灣原住民、工人、農人攻臺北南機場，但是沒有成功，之後便解散。1947年5月郭琇琮經由徐征介紹，認識蔡孝乾，暗中與同樣也是中共地下黨員的台大醫院醫生許強、吳思漢等發展學生、農工組織。1947年10月任中國共產黨台北市工作委員會委員；1948年6月，蔡孝乾率核心幹部十人（朱子慧、李武昌、李媽兜、計梅真、洪幼樵、唐海光、孫古平、郭琇琮、陳添福、張志忠）飛往香港，與臺盟及上海同鄉會代表們一同參加「華東局」幹部劉曉所主持的臺灣工作幹部會議，即「香港會議」。回到台灣後，代理臺北市工委會書記；不久正式擔任書記，直接領導臺灣大學附屬醫院支部，以及其他所屬各支部。

### 被逮捕後
1949年8月，光明報被繳獲，台大法商學生王明德意外造成光明報組織曝光，1950年5月10日李水井與吳思漢被捕，保密局循線逮補25人，並由此25人擴及省工委學工委及各省工委支部，台共組織面臨第一次瓦解，陳英泰先生回憶即對地下黨組織有詳細介紹，1949年10月間，郭琇琮曾將臺灣地圖及工作報告書交由林秋興帶往香港，但是林秋興在基隆被捕後，郭琇琮恐受波及，轉往宜蘭、羅東等地，建立蘭陽地區工委會。1950年4月間又轉至嘉義，1950年5月2日郭琇琮與妻子林雪嬌在嘉義遭到逮捕。在監獄中，郭琇琮與妻子林雪嬌透過晒衣場傳遞字條通信息，當林雪嬌收到一張：「二條一，死刑。」的字條，徹夜難眠：
1950年11月28日，台灣省保安處39安潔字第2204號判決書宣判郭琇琮等14人死刑後即刻送台北市馬場町槍決，行刑當日許強帶領眾人高呼口號及唱〈國際歌〉趕赴刑場，駕駛驚慌險些發生車禍，同時遭槍決者包含吳思漢、許強、朱耀珈、謝湧鏡等14人。由於其在1949年7月加入台北市工作委員會擔任工委，後因光明報曝光遭到逮捕，1950年11月28日槍決於馬場町刑場。槍斃前，穿著劉傳明送的白襯衫。
公視於2003年播送之《赴宴》劇中郭泉溪角色即指郭氏。

### 平反
2018年10月5日，促進轉型正義委員會促轉三字第1075300110B號函文，正式撤銷受難者林慶雲君等1270人之刑事有罪判決暨其刑，其中(39)安潔字第 2204 號，有關郭琇琮共同意圖破壞國體，以非法之方法顛覆政府而著手實行之有罪判決暨其刑及沒收之宣告正式撤銷。